# Pseudaulacaspis centreesa
Pseudaulacaspis centreesa är en insektsart som först beskrevs av Ferris 1953.  Pseudaulacaspis centreesa ingår i släktet Pseudaulacaspis och familjen pansarsköldlöss. Inga underarter finns listade i Catalogue of Life.